# Carpinus kweichowensis
Carpinus kweichowensis är en björkväxtart som beskrevs av Hu Hsien-Hsu. Carpinus kweichowensis ingår i släktet avenbokar, och familjen björkväxter. Inga underarter finns listade.